# Società Sportiva Gualdo 1998-1999
Questa pagina raccoglie le informazioni riguardanti la Società Sportiva Gualdo nelle competizioni ufficiali della stagione 1998-1999.

## Rosa
| N. |                   | Ruolo | Calciatore          |
| -- | ----------------- | ----- | ------------------- |
|    | Italia (bandiera) | D     | Marco Amaranti      |
|    | Italia (bandiera) | C     | Salvadore Bacci     |
|    | Italia (bandiera) | C     | Lorenzo Battisti    |
|    | Italia (bandiera) | C     | Fabio Bellotti      |
|    | Italia (bandiera) | C     | Nicola Cingolani    |
|    | Italia (bandiera) | D     | Massimo Costantini  |
|    | Italia (bandiera) | A     | Raffaele Costantino |
|    | Italia (bandiera) | D     | Stefano De Angelis  |
|    | Italia (bandiera) | P     | Luca Formica        |
|    | Italia (bandiera) | C     | Andrea Lacchi       |
|    | Italia (bandiera) | D     | Zoran Luzi          |
|    | Italia (bandiera) | C     | Roberto Magnani     |
|    | Italia (bandiera) | D     | Manuel Marcuz       |

| N. |                   | Ruolo | Calciatore         |
| -- | ----------------- | ----- | ------------------ |
|    | Italia (bandiera) | D     | Marco Mengucci     |
|    | Italia (bandiera) | C     | Andrea Meranda     |
|    | Italia (bandiera) | A     | Francesco Micciola |
|    | Italia (bandiera) | C     | Cataldo Montesanto |
|    | Italia (bandiera) | C     | Andrea Orocini     |
|    | Italia (bandiera) | A     | Luca Pellegrini    |
|    | Italia (bandiera) | D     | Andrea Polizzano   |
|    | Italia (bandiera) | C     | David Ricci        |
|    | Italia (bandiera) | D     | Leonardo Rosati    |
|    | Italia (bandiera) | C     | Emanuel Rovaris    |
|    | Italia (bandiera) | P     | Marco Savorani     |
|    | Italia (bandiera) | C     | Davide Tedoldi     |

## Risultati

### Campionato

#### Girone di andata
| 6 settembre 1998 1ª giornata | Gualdo | 1 – 1 | Fermana |  |

| 13 settembre 1998 2ª giornata | Nocerina | 1 – 0 | Gualdo |  |

| 20 settembre 1998 3ª giornata | Gualdo | 2 – 1 | Battipagliese |  |

| 27 settembre 1998 4ª giornata | Avellino | 0 – 0 | Gualdo |  |

| 4 ottobre 1998 5ª giornata | Gualdo | 1 – 0 | Savoia |  |

| 11 ottobre 1998 6ª giornata | Crotone | 0 – 0 | Gualdo |  |

| 18 ottobre 1998 7ª giornata | Giulianova | 1 – 0 | Gualdo |  |

| 25 ottobre 1998 8ª giornata | Gualdo | 1 – 1 | Acireale |  |

| 8 novembre 1998 9ª giornata | Castel di Sangro | 3 – 1 | Gualdo |  |

| 15 novembre 1998 10ª giornata | Gualdo | 1 – 1 | Foggia |  |

| 22 novembre 1998 11ª giornata | Gualdo | 1 – 2 | Juve Stabia |  |

| 29 novembre 1998 12ª giornata | Palermo | 0 – 0 | Gualdo |  |

| 6 dicembre 1998 13ª giornata | Gualdo | 1 – 1 | Ancona |  |

| 13 dicembre 1998 14ª giornata | Ascoli | 2 – 1 | Gualdo |  |

| 20 dicembre 1998 15ª giornata | Gualdo | 0 – 0 | Atletico Catania |  |

| 23 dicembre 1998 16ª giornata | Marsala | 3 – 0 | Gualdo |  |

| 6 gennaio 1999 17ª giornata | Gualdo | 1 – 0 | Lodigiani |  |

#### Girone di ritorno
| 10 gennaio 1999 18ª giornata | Fermana | 2 – 1 | Gualdo |  |

| 17 gennaio 1999 19ª giornata | Gualdo | 2 – 0 | Nocerina |  |

| 24 gennaio 1999 20ª giornata | Battipagliese | 1 – 0 | Gualdo |  |

| 31 gennaio 1999 21ª giornata | Gualdo | 2 – 2 | Avellino |  |

| 14 febbraio 1999 22ª giornata | Savoia | 1 – 0 | Gualdo |  |

| 21 febbraio 1999 23ª giornata | Gualdo | 2 – 0 | Crotone |  |

| 28 febbraio 1999 24ª giornata | Gualdo | 3 – 1 | Giulianova |  |

| 7 marzo 1999 25ª giornata | Acireale | 0 – 0 | Gualdo |  |

| 21 marzo 1999 26ª giornata | Gualdo | 0 – 1 | Castel di Sangro |  |

| 28 marzo 1999 27ª giornata | Foggia | 0 – 1 | Gualdo |  |

| 3 aprile 1999 28ª giornata | Juve Stabia | 1 – 0 | Gualdo |  |

| 11 aprile 1999 29ª giornata | Gualdo | 2 – 0 | Palermo |  |

| 18 aprile 1999 30ª giornata | Ancona | 1 – 1 | Gualdo |  |

| 25 aprile 1999 31ª giornata | Gualdo | 1 – 3 | Ascoli |  |

| 2 maggio 1999 32ª giornata | Atletico Catania | 1 – 2 | Gualdo |  |

| 9 maggio 1999 33ª giornata | Gualdo | 2 – 0 | Marsala |  |

| 16 maggio 1999 34ª giornata | Lodigiani | 0 – 0 | Gualdo |  |